# Charlie Haas
Charles David Haas Jr. (* 27. března 1972, Edmond) je americký profesionální wrestler. Je známější pod „ring name“ Charlie Haas.

## Biografické informace
- Narozen: 27. březen 1972, Edmond, Oklahoma
- Ring names: Charlie Haas, R.C. Haas
- Váha: 110 kg
- Výška: 188 cm
- Podle storyline pochází z: Dallas, Texas
- debut: 1996
- trénován: Jim Kettner, John Smith, Mike Sharpe, Vince Sylva, Jim Rogers
- člen brandu: Smackdown

## Dosažené tituly
- WWE Tag team šampion (3x) - s Sheltonem Benjaminem (2x) a Ricem (1x)
- Natural šampion těžké váhy (1x)
- CZW World tag team šampion (1x) s Russem Haasem
- ECWA Tag team šampion (1x) s Russem Haasem
- Člen síně slávy ECWA
- HWA šampion těžké váhy (1x)
- JAPW tag team šampion (2x) s Russem Haasem
- MCW tag team šampion (3x) s Russem Haasem
- PCW (Pennsylvania) tag team šampion (1x) s Russem Haasem
- PCW (Phoenix) vítěz Memoriálu Russe Haase tag team s Novou
- PWI Tag team roku 2003 s Sheltonem Benjaminem

## Osobní život
10. června 2005 si vzal wrestlerku Jackie Gayda, se kterou má dceru Kaylu Jacquelyn.